# Chrysocraspeda truncipennis
Chrysocraspeda truncipennis là một loài bướm đêm trong họ Geometridae.